# (1287) Lorcia
(1287) Lorcia – planetoida z pasa głównego asteroid okrążająca Słońce w ciągu 5 lat i 82 dni w średniej odległości 3,01 au. Została odkryta 25 sierpnia 1933 roku w Observatoire Royal de Belgique w Uccle przez Sylvaina Arenda. Nazwa planetoidy pochodzi od zdrobnienia imienia żony polskiego astronoma Tadeusza Banachiewicza. Przed nadaniem nazwy planetoida nosiła oznaczenie tymczasowe (1287) 1933 QL.